# Église Saint-Vivien de Vandré
L’église Saint-Vivien est une église située sur la commune de Vandré en Charente-Maritime.

## Historique
L'église a été construite au début du XIIIe siècle.

## Protection
L'église Saint-Vivien est inscrite aux monuments historiques depuis le 19 janvier 1911.

## Galerie de photos

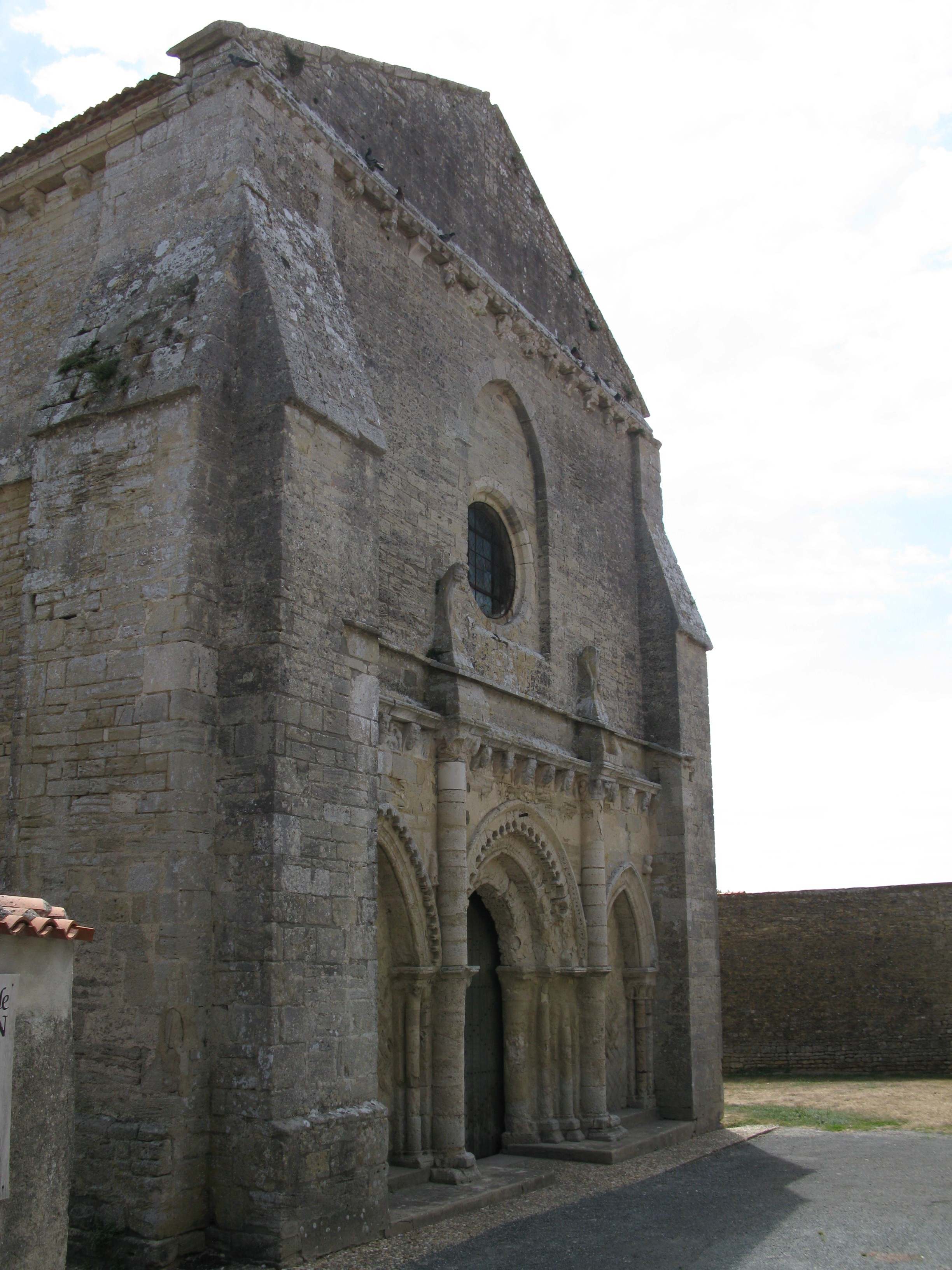
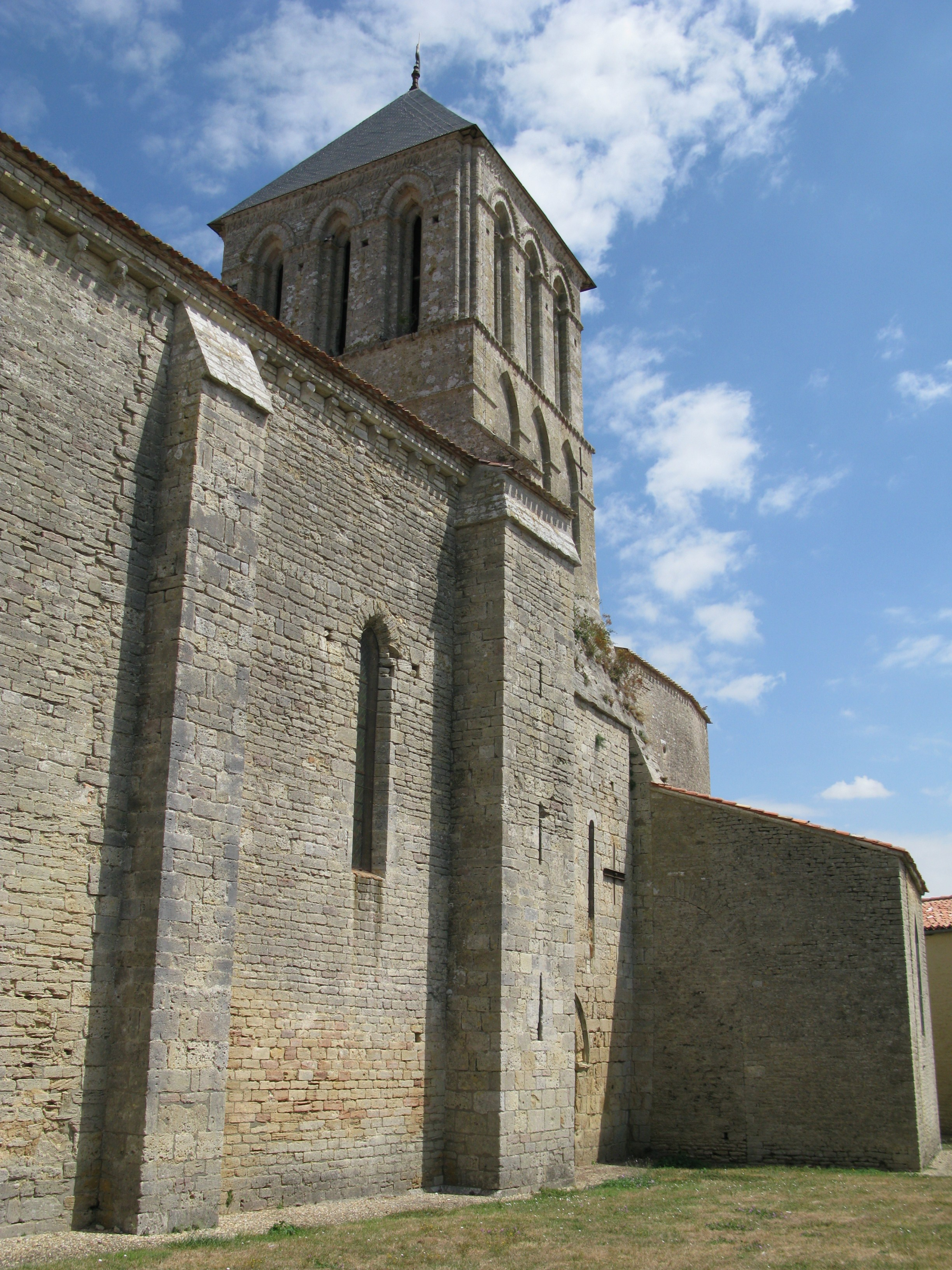
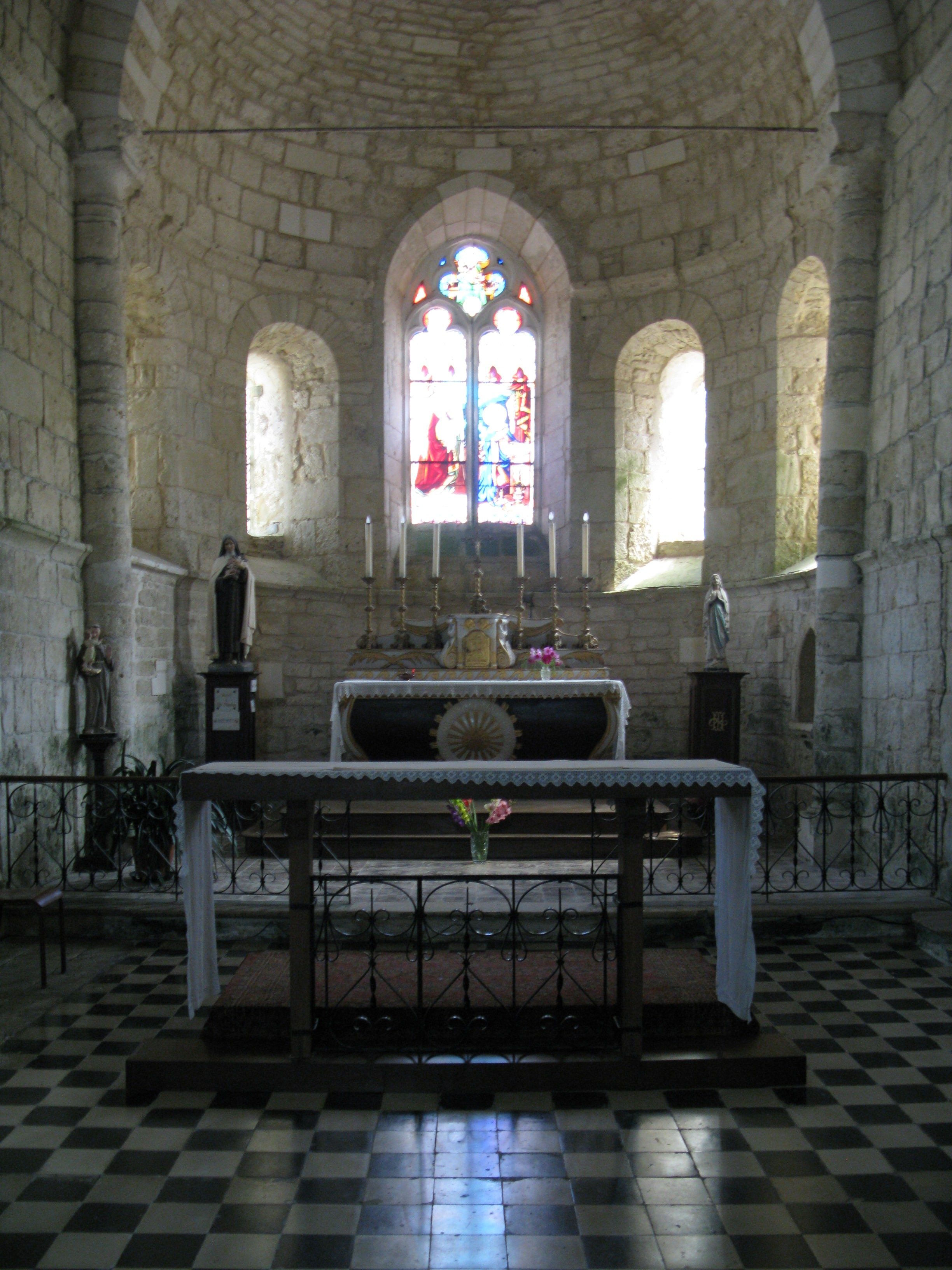
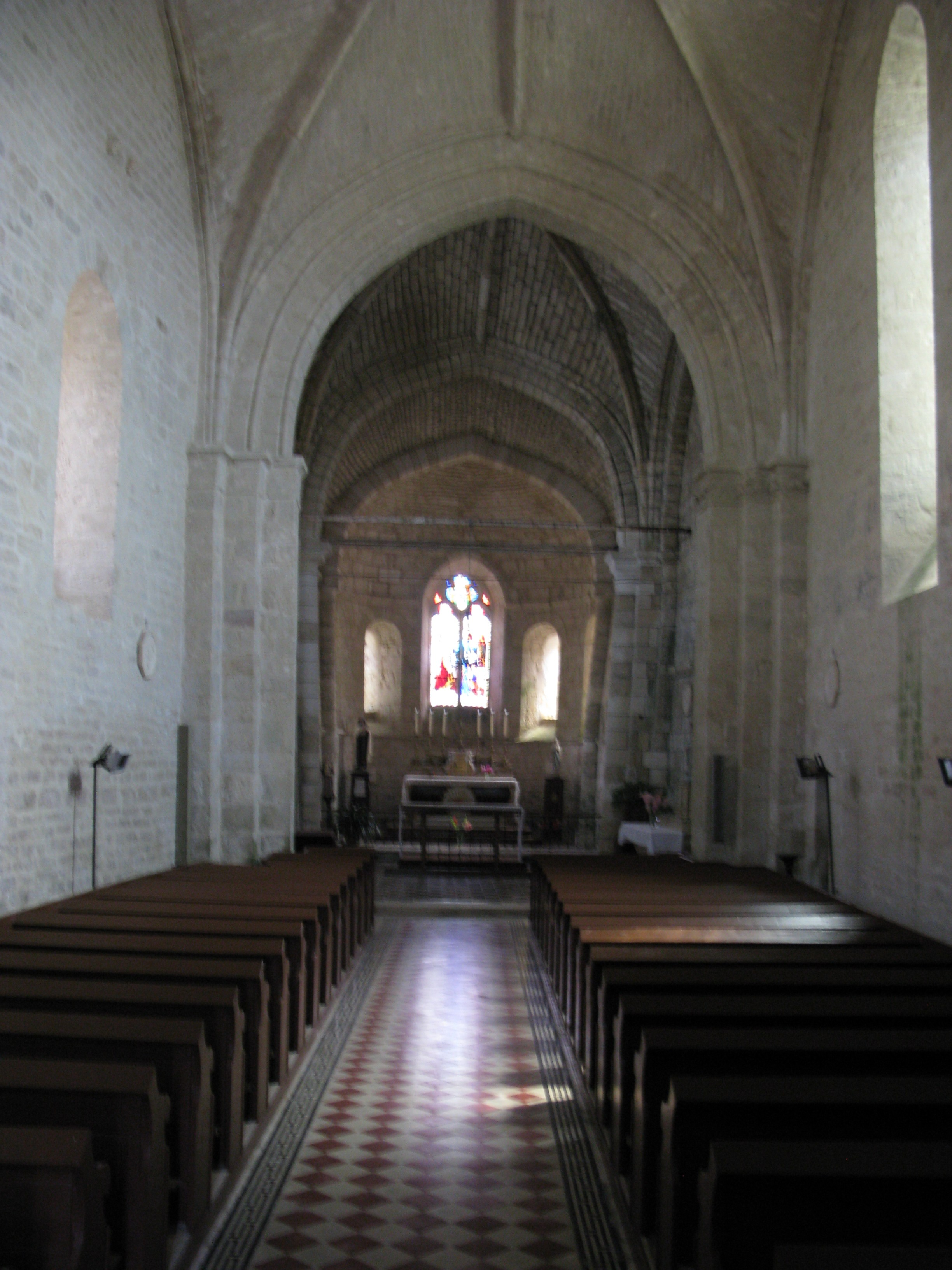